# Glyptomorpha exsculpta
Glyptomorpha exsculpta är en stekelart som beskrevs av Shestakov 1926. Glyptomorpha exsculpta ingår i släktet Glyptomorpha och familjen bracksteklar. Inga underarter finns listade i Catalogue of Life.